# Seznam zápasů československé fotbalové reprezentace na LOH
- x – x = vítěz Československo.
- x – x = remíza.

| Datum utkání      | Soupeř      | Výsledek          | Soutěž                     | Místo utkání | Střelci branek                                                                 |
| ----------------- | ----------- | ----------------- | -------------------------- | ------------ | ------------------------------------------------------------------------------ |
| 28. srpna 1920    | Jugoslávie  | 0 – 7             | LOH 1920                   | Antverpy     | 3x Jan Vaník, 3x Antonín Janda, Josef Sedláček                                 |
| 29. srpna 1920    | Norsko      | 0 – 4             | LOH 1920 - Čtvrtfinále     | Antverpy     | Jan Vaník, 3x Antonín Janda                                                    |
| 31. srpna 1920    | Francie     | 1 – 4             | LOH 1920 - Semifinále      | Antverpy     | 3x Otakar Mazal, Karel Steiner                                                 |
| 2. září 1920      | Belgie      | 2 – 0 (nedohráno) | LOH 1920 - Finále          | Antverpy     |                                                                                |
| 25. května 1924   | Turecko     | 2 – 5             | LOH 1924                   | Paříž        | Rudolf Sloup, 2x Josef Sedláček, Jan Novák, Josef Čapek                        |
| 28. května 1924   | Švýcarsko   | 1 – 1 (prodl.)    | LOH 1924                   | Paříž        | Rudolf Sloup (penalta)                                                         |
| 30. května 1924   | Švýcarsko   | 1 – 0             | LOH 1924 - Opakovaný zápas | Paříž        |                                                                                |
| 12. října 1964    | Jižní Korea | 1 – 6             | LOH 1964                   | Tokio        | Karel Lichtnégl, Josef Vojta, 2x Ivan Mráz, 2x Vojtech Masný                   |
| 14. října 1964    | Egypt       | 1 – 5             | LOH 1964                   | Tokio        | 2x Josef Vojta, Anton Urban, Ivan Mráz, Ľudovít Cvetler                        |
| 16. října 1964    | Brazílie    | 0 – 1             | LOH 1964                   | Tokio        | František Valošek                                                              |
| 18. října 1964    | Japonsko    | 0 – 4             | LOH 1964 - Čtvrtfinále     | Tokio        | 2x Jan Brumovský, Josef Vojta (penalta), Ivan Mráz                             |
| 20. října 1964    | Německo     | 1 – 2             | LOH 1964 - Semifinále      | Tokio        | Karel Lichtnégl, Ivan Mráz                                                     |
| 23. října 1964    | Maďarsko    | 2 – 1             | LOH 1964 - Finále          | Tokio        | Jan Brumovský                                                                  |
| 14. října 1968    | Guatemala   | 1 – 0             | LOH 1968                   | Guadalajara  |                                                                                |
| 16. října 1968    | Bulharsko   | 2 – 2             | LOH 1968                   | Guadalajara  | Jozef Jarabinský, Ladislav Petráš                                              |
| 18. října 1968    | Thajsko     | 0 – 8             | LOH 1968                   | Guadalajara  | Miloš Herbst, 3x Ladislav Petráš, 2x Pavel Stratil, Jiří Večerek Mikuláš Krnáč |
| 21. července 1980 | Kolumbie    | 0 – 3             | LOH 1980                   | Leningrad    | Lubomír Pokluda, Jan Berger, Ladislav Vízek                                    |
| 23. července 1980 | Nigérie     | 1 – 1             | LOH 1980                   | Leningrad    | Ladislav Vízek                                                                 |
| 25. července 1980 | Kuvajt      | 0 – 0             | LOH 1980                   | Leningrad    |                                                                                |
| 27. července 1980 | Kuba        | 0 – 3             | LOH 1980 - Čtvrtfinále     | Leningrad    | 2x Ladislav Vízek, Lubomír Pokluda                                             |
| 29. července 1980 | Jugoslávie  | 0 – 2             | LOH 1980 - Semifinále      | Moskva       | Verner Lička, Zdeněk Šreiner                                                   |
| 2. srpna 1980     | NDR         | 0 – 1             | LOH 1980 - Finále          | Moskva       | Jindřich Svoboda                                                               |